# 曾我廼家寛太郎
曽我廼家 寛太郎（そがのや かんたろう、1958年9月20日 - ）は、ハート・ビート北斗七星プロジェクト・松竹新喜劇所属の舞台俳優。大阪府出身。身長170cm・体重65kg。O型。大阪芸術大学・舞台芸術学科卒業。

## 来歴
大阪芸術大学・舞台芸術学科を卒業。
1981年5月、松竹新喜劇に入団。
同年6月、京都・南座で初舞台を踏む。演目は「人生双六」（主演：藤山寛美）。作業員その四 役。
翌1982年に「曽我廼家寛太郎」に改名。
1987年、松竹新喜劇の南座公演にて、初舞台と同じ演目「人生双六」で初主演を務める。宇田信吉 役。
1991年、新生松竹新喜劇旗揚げに参加。
2001年には「曽我廼家寛太郎一座」を旗揚げ。

## 主な出演作品（舞台）

### 松竹新喜劇公演
- 松竹新喜劇　名作集（南座、1981年5月～6月）（初舞台。北義剛名義。）
- 松竹新喜劇　暑さ忘れ笑中お見舞公演（明治座、1981年7月／御園座、1981年8月）
- 松竹新喜劇9月公演（中座、1981年9月）
- 連続十五年記念公演　松竹新喜劇（中座、1981年10月）
- 松竹新喜劇　11月中旬～12月（サンシャイン劇場、1981年11月～12月）
- 劇団創立35周年記念公演　松竹新喜劇（御園座、1982年2月～3月）
- 松竹新喜劇　四月花の公演（巡業、1982年4月）
- 松竹新喜劇　4月中旬～5月（中座、4月～5月）
- 松竹新喜劇（南座、1982年6月）
- 新装開場記念　創立35周年記念特別公演　松竹新喜劇公演　48日間（新橋演舞場、1982年7月～8月）（以下、曽我廼家寛太郎名義。）

（1982～1987年の間も主に松竹新喜劇の公演に出演）
- 松竹新喜劇（南座、1987年10月）（夜の部「人生双六」にて初主演）
- 松竹新喜劇　藤山寛美オール出演（中座、1987年11月）
- 松竹新喜劇　年末特別公演　藤山寛美・オール出演（1987年12月）
- 當る辰歳新春初春笑い公演　松竹新喜劇（浅草公会堂、1988年1月）
- お陰様にて四十年目を迎えました　松竹新喜劇　全狂言時代劇上演仕候（中座、1988年2月～3月）
- 松竹新喜劇（巡業、1988年4月）
- 松竹新喜劇　爆笑特別公演　藤山寛美全狂言オール出演（中座、1988年6月）
- 劇団四百八十ヵ月記念　松竹新喜劇公演（新橋演舞場、1988年7月）
- 結成四十周年記念公演　松竹新喜劇（御園座、1988年8月）
- 結成四十周年　松竹新喜劇（1988年9月）
- お陰様にて劇団結成四十周年目を迎えました　松竹新喜劇　連続公演第1弾　馬鹿祭り（中座、1988年10月）
- 松竹新喜劇　初春公演　連続公演第4弾（中座、1989年1月）
- 松竹新喜劇　五ヵ月間のロングラン　お名残公演（中座、1989年2月）
- お陰様にて劇団結成四十年を迎えました　全国横断御礼公演　2ヶ月公演（巡業、4月～5月）
- 松竹新喜劇（南座、1989年6月）
- 松竹新喜劇公演　藤山寛美十八番　全狂言出演仕候（新橋演舞場、1989年7月）
- お笑いお盆興行　松竹新喜劇（御園座、1989年8月）
- 冷川興行謝恩の企画　藤山寛美特別企画公演　九州劇団座長参加出演（巡業、1989年9月）
- 喜劇誕生85年を迎えての名作集　松竹新喜劇　50日公演（中座、1989年10月～11月）
- 松竹新喜劇　師走奮闘公演（新歌舞伎座、1989年12月）
- 松竹新喜劇　藤山直美特別参加（南座、1990年2月）
- 松竹新喜劇　弥生特別企画公演（中座、1990年3月）
- 藤山寛美追悼公演（新橋演舞場、1990年7月／中座、1990年11月）
- 御園座創立95周年　年忘れ爆笑特別公演　藤山寛美を偲び（御園座、1990年12月）
- 旗揚げ公演　新生松竹新喜劇（中座、1991年3月）
- 新装開場10周年記念　新生松竹新喜劇公演　藤山寛美一周忌追善（新橋演舞場、1991年7月）
- 新生松竹新喜劇（巡業、1991年9月）
- 新生松竹新喜劇　錦秋公演（中座、1991年11月）
- 新生松竹新喜劇　師走公演（中座、1991年12月）
- 南座新装開場記念　新生松竹新喜劇　三代目渋谷天外襲名披露（南座、1992年4月）
- 新生松竹新喜劇　三代目渋谷天外襲名披露　藤山直美参加（中座、1992年5月）
- 新生松竹新喜劇　三代目渋谷天外襲名披露（巡業、1992年5月～6月）
- 新生松竹新喜劇　三代目渋谷天外襲名披露　波乃久里子特別出演（新橋演舞場、1992年7月）
- 喜劇王藤山寛美三周忌を偲んでおくる　名作・傑作公演　松竹新喜劇　2ヶ月公演（中座、1992年11月～12月）
- 新生松竹新喜劇（中座、1993年2月）
- 新生松竹新喜劇（南座、1993年3月）
- 藤山寛美を偲んで　新生松竹新喜劇（巡業、1993年5月）
- 新生松竹新喜劇　淀川曠平　二宮冨士子参加（中座、1993年6月）
- 七月特別公演　新生松竹新喜劇（新橋演舞場、1993年7月）
- 新生松竹新喜劇　錦秋公演（南座、1993年10月）
- 四天王寺創建1400年祭　新生松竹新喜劇　四天王寺特別公演（四天王寺講堂前特設ステージ、1993年10月29日）
- 新生松竹新喜劇　2か月公演　藤山直美参加（中座、1993年11月～12月）
- 七月特別公演　新生松竹新喜劇（新橋演舞場、1994年7月）
- 関西国際空港開港記念公演　新生松竹新喜劇（中座、1994年10月）
- 木津町　新生松竹新喜劇（木津町、1994年11月27日）
- 新生松竹新喜劇　師走特別感謝公演（中座、1994年12月）
- 松竹百年　新生松竹新喜劇　二代目渋谷天外十三回忌追善（中座、1995年2月／南座、1995年3月）
- 松竹百年記念七月特別公演　新生松竹新喜劇公演　二代目渋谷天外十三回忌追善　淡島千景特別公演（新橋演舞場、1995年7月）
- 新生松竹新喜劇（八日市文化芸術会館、1995年9月9日）
- 松竹百年記念　大阪文化祭参加　新生松竹新喜劇　錦秋公演　林与一特別公演（中座、1995年11月）
- 松竹百年記念　新生松竹新喜劇　若手奮闘公演（中座、1995年12月）
- 木津町　新生松竹新喜劇（1996年1月21日）
- 新生松竹新喜劇　順みつき特別公演（南座、1996年3月）
- 藤山寛美七回忌追善　新生松竹新喜劇（新橋演舞場、1996年7月）
- 大分・安心院　新生松竹新喜劇（大分・安心院、1996年9月27日）
- 鹿児島・大根占　新生松竹新喜劇（鹿児島・大根占、1996年10月20日）
- 新生松竹新喜劇　錦秋公演（中座、1996年11月）
- 香川・綾歌　新生松竹新喜劇（香川・綾歌、1996年11月～12月）
- 新生松竹新喜劇　陽春公演（南座／岡山市民会館、1997年4月）
- 舟木一夫・新生松竹新喜劇　初の全国合同特別公演（巡業、1997年5月～6月）
- 新生松竹新喜劇公演　京唄子特別出演（南座、1997年7月）
- なみはや国体開催記念公演　新生松竹新喜劇　若手奮闘公演（中座、1997年8月）
- 新生松竹新喜劇（木津町中央交流会館、1998年2月1日）
- 新生松竹新喜劇　三月公演（大阪松竹座、1998年3月）
- 綾歌アイレックス　新生松竹新喜劇　綾歌公演（総合会館アイレックスホール、1998年3月）
- 新生松竹新喜劇　若草公演（中座、1998年6月）
- 新生松竹新喜劇　七月公演（新橋演舞場、1998年7月）
- 新生松竹新喜劇（巡業、1998年11月～12月）
- 松竹新喜劇（木津町中央交流会館、1999年1月16日）
- 千代田区・新生松竹新喜劇共催　新生松竹新喜劇　内幸町ホール番外公演（千代田区立内幸町ホール、1999年10月）
- 新生松竹新喜劇　師走公演　辰巳琢郎特別参加（大阪松竹座、1999年12月）
- 新生松竹新喜劇　師走爆笑公演　桂ざこば特別出演（大阪松竹座、2001年12月）
- 新生松竹新喜劇　師走公演　桂ざこば特別出演（大阪松竹座、2002年11月～12月）
- 曽我廼家喜劇百年　京唄子特別出演（名鉄ホール、2003年10月）
- 曽我廼家喜劇百年　新生松竹新喜劇　師走爆笑公演　桂ざこば特別出演（大阪松竹座、2003年11月～12月）
- 新生松竹新喜劇公演（大阪松竹座、2005年10月）
- 新生松竹新喜劇　師走公演（大阪松竹座、2007年12月）
- 松竹新喜劇　陽春公演　桂ざこば特別出演（御園座、2010年4月）
- 松竹新喜劇　錦秋公演　桂南光特別出演（大阪松竹座、2011年11月）
- 松竹新喜劇　錦秋公演　桂ざこば特別出演（大阪松竹座、2012年11月）
- 松竹新喜劇　親子の絆・二題（巡業、2013年8月～9月）
- 松竹新喜劇　爆笑七夕公演（新橋演舞場、2014年7月）
- 松竹新喜劇　錦秋公演（大阪松竹座、2014年11月）
- 松竹新喜劇　爆笑公演（巡業、2015年5月）
- 松竹新喜劇　葉月爆笑公演（南座、2015年8月）
- 松竹新喜劇　新秋公演（新橋演舞場、2015年9月）
- 松竹新喜劇　錦秋公演（大阪松竹座、2015年11月）
- 松竹新喜劇・香西かおり合同公演（中日劇場、2016年3月）
- 藤山寛美二十七回忌追善　松竹新喜劇（大阪松竹座／巡業、2016年5月）
- 藤山寛美二十七回忌追善　松竹新喜劇　爆笑七夕公演（新橋演舞場、2016年7月）
- 松竹新喜劇　爆笑公演（巡業、2017年5月）
- 松竹新喜劇　新秋公演（新橋演舞場、2017年9月）
- 松竹新喜劇　錦秋公演（大阪松竹座、2017年11月）
- 劇団創立70周年記念公演　松竹新喜劇（新橋演舞場、2018年7月／大阪松竹座、2018年9月）
- 松竹新喜劇　錦秋特別公演（新橋演舞場、2019年11月）
- 初笑い！松竹新喜劇　新春お年玉公演（南座、2020年1月）
- 松竹新喜劇　二月特別公演（新橋演舞場、2020年2月）
- 初笑い！松竹新喜劇　新春お年玉公演（南座、2021年1月）

### その他
- 辰巳琢郎・三浦リカ公演（巡業、2000年10月）-「味いちもんめ」「お祭り提灯」
- コロッケ納涼特別公演（中日劇場、2006年7月）
- 五木ひろし特別公演　新生松竹新喜劇参加（新歌舞伎座、2006年11月）-「人生双六」「紺屋と高尾」
- 中村美律子特別公演（明治座、2006年12月）
- 五木ひろし特別公演　新生松竹新喜劇参加（新歌舞伎座、2008年7月）-「大人の童話」「大当り高津の富くじ」
- 平成20年度　松竹特別公演（2008年8月～10月）
- 松井誠特別公演（新歌舞伎座、2008年11月）
- 五木ひろし特別公演（明治座、2010年10月）-「人生双六」「紺屋と高尾」
- コロッケ新春特別公演（中日劇場、2011年1月）
- 五木ひろし特別公演（明治座、2012年2月～3月）-「花ざくろ」「大当り高津の富くじ」
- 五木ひろし特別公演　松竹新喜劇参加（新歌舞伎座、2012年6月）-「幸助餅」「花ざくろ」
- 音楽劇「ザ・オダサク」（大阪松竹座、2013年5月／新橋演舞場、2013年5月～6月）
- 道頓堀喜劇祭り（大阪松竹座、2014年2月）-「一姫二太郎三かぼちゃ」「大阪下町物語　～浪花のロミオとジュリエット～」
- 五木ひろし新春特別公演（中日劇場、2015年1月）-「人生双六」
- 氷川きよし特別公演（明治座、2015年3月）-「め組の辰五郎　～きよしの大江戸千両纏～」
- 戦後70年特別企画「広島に原爆を落とす日」（南座／サンシャイン劇場、2015年4月）
- 福田こうへい特別公演（新歌舞伎座、2015年7月）-「歌こそ我が命　～三橋美智也物語～」
- 二月喜劇名作公演（新橋演舞場、2016年2月）-「名代　きつねずし」「単身赴任はチントンシャン」
- 骨髄バンク設立25周年キャンペーン「友情　～秋桜のバラード～」（雷5656会館ほか、2016年8月）
- コロッケ特別公演（新歌舞伎座、2016年10月～11月）-「古典落語『死神』『文七元結』より　神隠し！？」
- 三越劇場11月公演「忍の一字　～おかしな夫婦物語～」（三越劇場、2016年11月）
- 神野美伽特別公演　松竹新喜劇参加（新歌舞伎座、2016年12月）-「余は情け　なにわ長屋の大騒動」
- 前川清＆瀬川瑛子　新春特別公演　スペシャルゲスト松居直美（中日劇場、2017年1月）-「花かんざし」
- 二月喜劇名作公演（新橋演舞場、2017年2月）-「江戸みやげ　狐狸狐狸ばなし」
- 川中美幸特別公演　松井誠特別出演（新歌舞伎座、2017年3月）-「めおと喧嘩ラプソディー」
- 中川雅夫どんちょう会　二十五周年記念　第四十回公演（国立文楽劇場、2017年4月）-「ウソもほうべん」
- 氷川きよし特別公演（明治座、2017年6月）-「ねずみ小僧」
- おとなも こどもも そろって腹筋崩壊！！コロッケ特別公演（新歌舞伎座、2017年7月～8月）-「爆笑喜劇！水戸黄門vs銭形平次　～時代劇ヒーロー・ヒロイン大集合～」
- 前川清・中村美律子　特別公演（新歌舞伎座、2017年10月～11月）-「人情喜劇　可笑しなふたり」
- 神野美伽　新春特別公演（新歌舞伎座、2018年1月）-「おおきにな　～浪花のゆうれい女房～」
- 五木ひろし特別公演　特別出演坂本冬美（明治座、2018年2月～3月）-「紺屋と高尾」
- 「花盛り四人姉妹　～吉野まほろば物語～」（新歌舞伎座、2018年4月／明治座、2018年6月）
- 川中美幸特別公演（明治座、2018年7月）-「深川浪花物語　～浪花女の江戸前奮闘記～」
- 氷川きよし特別公演（明治座、2018年10月）
- 篠山演劇サークル「花いちもんめ」20周年記念公演「爆笑時代劇　お種と仙太郎」（篠山市民センター、2018年12月）（監修・出演）
- 松平健・中村美津子　新春特別公演（御園座、2019年1月）-「暴れん坊将軍　～初春や！尾張の姉弟裁き～」
- 二月競春名作喜劇公演（新橋演舞場、2019年2月）-「おばあちゃんの子守唄」
- 前川清　神野美伽　スペシャルゲスト松居直美（新歌舞伎座、2019年3月）-「大坂侍　～恋も忠義も金次第～」
- 氷川きよし特別公演（新歌舞伎座、2019年5月）-「母をたずねて珍道中　お役者恋之介旅日記」
- 前川清特別公演　杜このみ特別出演（御園座、2019年7月）
- 三山ひろし特別公演（新歌舞伎座、2019年9月）-「青い空と白い雲　若き日の森の石松」
- スリースターFJプロデュース公演　恋川純弥 速水映人 葵好太郎　特別公演「だんだら祭りと流れ星」（杉田劇場、2019年10月4日）
- 氷川きよし特別公演（明治座、2020年9月／新歌舞伎座、2020年11月）-「限界突破の七変化　恋之介旅日記」
- 明治座新春純烈公演（明治座、2025年1月）[3]
- 松竹創業130周年記念「大阪は踊る!」（大阪松竹座、2025年10月）[4]
- わが歌ブギウギ-笠置シヅ子物語-（三越劇場、2026年1月 / 南座、2026年1月 - 2月）[5]

- 北大路欣也公演
- 朗らかな嘘
- 雄呂血
- 喧嘩安兵衛
- 噂小平太

## 主な出演作品（テレビほか）

### テレビドラマ
- 水戸黄門 第33部 第12話「京娘が秘めた謎！ -萩-」（2004年7月5日、TBS / C.A.L） - 高野清兵衛 役
- 水戸黄門 第37部 第24話「次期将軍を狙った野望 -水戸・江戸-」（2008年6月30日、TBS / C.A.L） - 権六 役
- 水戸黄門 第38部 第24話「禁断の園! 大奥の謎 -江戸-」（2008年6月30日、TBS / C.A.L） - 沢井兵吾 役
- 水戸黄門 第39部 第18話「金じゃ買えぬ母の愛！ -岩国-」（2009年2月23日、TBS / C.A.L） - 左兵衛 役
- 水戸黄門 第42部 第13話「美人絵師が描いた復讐 -鳥取-」（2011年1月17日、TBS / C.A.L） - 岡田茂平 役
- ミッドナイト☆ドラマ「借王〈シャッキング〉-銭の達人-」（2009年10月10日-11月28日、WOWOW）
- 土曜劇場 「深層捜査1」（2017年） - 国本徹
- 連続テレビ小説「まんぷく」（2018年）- 大前田三郎（支配人）役

- 贋作 男はつらいよ（2020年） ‐ 桂幸太郎（たこ社長）役
- 連続ドラマW「大江戸グレートジャーニー～ザ・お伊勢参り～」（2020年6月、WOWOW）
- 連続テレビ小説「おちょやん」（2020年）- 小山田正憲 役
- 連続テレビ小説「ブギウギ」（2024年）- 宝くじ売りのおっちゃん 役

### 映画
- キネマの神様（2021年8月公開）- 撮影所の守衛 役
- 神さま待って!お花が咲くから（2024年2月2日公開） - 源さん 役[6]

### ラジオ
- NHKラジオドラマ「喜劇が生まれた日」
- NHKラジオ「かんさい土曜ほっとタイム」（2018年8月）

### テレビ
- 歴史秘話ヒストリア「笑って泣いてまた笑い～”お笑い”の元祖・井原西鶴～」 （2012年1月25日、NHK総合）- 井原西鶴 役[7]
- クイズ！脳ベルSHOW（BSフジ）
- 先人たちの底力　知恵泉「井原西鶴」（2020年4月7日／4月14日、NHK Eテレ）- 井原西鶴 役

### その他
- log - osaka web magazine（2004年）[8]
- 毎日新聞（2015年10月22日、大阪夕刊）
- 毎日新聞（2017年8月31日、東京夕刊、6面）
- 京都新聞（2021年1月27日、朝刊）